# My Baby Just Cares for Me
"My Baby Just Cares for Me" es una composición escrita por Walter Donaldson con letra de Gus Kahn. Forma parte del Great American Songbook, y fue compuesta en 1930 para la película Whoopee!, basada en el musical del mismo nombre de 1928 y protagonizada por Eddie Cantor. Asimismo se convirtió en un estándar de jazz de la mano de Nina Simone.
Simone había grabado la canción en 1958 para su álbum, Little Girl Blue, en 1987 esta canción se convertiría en un éxito, al ser utilizada en un anuncio de Chanel Nº5, alcanzando el 5º en la UK Singles Chart, y el puesto número uno en Holanda. Un vídeo musical en claymation fue producido por Aardman Animations, dirigido por Peter Lord.